# Oktoniá
Oktoniá, en grec moderne : Οκτωνιά, est un village du dème de Kými-Alivéri, sur l'île d'Eubée, en Grèce.
Selon le recensement de 2011, la population du village compte 485 habitants.